# Adiel de Oliveira Amorim
Adiel de Oliveira Amorim (Cubatão, 13 augustus 1980), ook wel kortweg Adiel genoemd, is een Braziliaans voetballer.

## Carrière
Adiel speelde tussen 1997 en 2011 voor Santos, Urawa Red Diamonds, Botafogo, Qadsia en Shonan Bellmare. Hij tekende in 2012 bij Wuhan Zall.